# Everex
Everex ("Ever for Excellence!") es un fabricante de ordenadores personales de sobremesa y portátiles. Fue fundada por Steve Hui, John Lee y Wayne Cheung en 1983 y su sede central se estableció en Fremont, California. La división de ordenadores personales fue creada por Bruce Dunlevie, actualmente en Benchmark Capital. En 1988, Everex era el líder en ventas de unidades de backup en cintas con la mitad del mercado mundial. Sin embargo en 1993, la compañía entra en bancarrota y es adquirida por Formosa Plastics Group (propietarios entre otros de VIA Technologies).

## Historia
En 1983, Everex vendió su primer disco duro, unidad de cinta y tarjeta gráfica. Siete años más tarde, con una creciente línea de productos, los ingresos anuales ascendieron a más de 436 millones de dólares y más de 2200 empleados. En 1985, comienza a comercializar PC bajo sus marcas propias. En 1988 lanza la línea STEP de ordenadores, ofreciendo equipos de vanguardia basados en Intel 80286 e Intel 80386 al gran público. Además de sistema informáticos, servidores de archivos de alto rendimiento y un sistema operativo basado en Unix System VR4 llamado ESIX, la compañía fabrica unidades de cinta, tarjetas gráficas, módems y fax-módem, ampliaciones de memoria, tarjetas de red, productos de autoedición, controladoras de disquete y cinta, y monitores.
- 1983 - Fundación de Everex en Fremont, California
- 1984 - Primer disco duro vendido
- 1986 - Lanzamiento de la línea STEP de ordenadores basada en 286
- 1987 - Everex cotiza en NASDAQ como "EVRX"
- 1993 - Everex se declara en bancarrota[2]
- 1993 - Everex es comprada por Formosa Plastics Group
- 1998 - Lanzamiento de la gama Everex FreeStyle, la primera PDA basada en Windows CE
- 2007 - Everex lanza su primer portátil Vista con pantalla panorámica de 17 pulgadas
- 2007 - Lanzamiento del Everex IMPACT GC3502, ordenador de bajo coste y consumo con gOS preinstalado.[3]
- 2007 - Everex anuncia planes para lanzar Notebooks de menos de $300 con Linux preinstalado[4]
- 2008 - Everex lanza una serie de equipos de bajo coste y consumo, el UMPC Cloudbook, el portátil gBook y el gPC mini un miniordenador de sobremesa del estilo del  Mac mini, todos con el sistema operativo gOS Linux (basado en Ubuntu) con escritorio GNOME.[5]